# SWEET HEART (原田真二の曲)
「SWEET HEART」（スウィート・ハート）は、1987年7月21日にリリースされた原田真二22作目のシングル。

## 解説
- この時期は、オリジナル・アルバム発売を前提として新曲を貯め、アルバムのパイロットとしてのシングル発売が多かった原田だが、デビュー10周年として、その時できた旬なものをシングルとして発売すると予告。
- デビュー時のように続けてトリプル（7月・10月・12月）でシングル発表。その第一弾となったのが本作「SWEET HEART」である。この3部作は1988年9月21日発売のリミックス・ベスト盤『ABSOLUTE MIX』にB面含め（一部バージョン違い）全曲収録された。
- 高砂殿CMソングに使用。高砂殿のCMでは、他に「プロポーズ」という曲も使われたが、こちらは未発表曲となった。
- シングル発売直前の7月11日に行われたデビュー10周年日比谷野外音楽堂でのライブ映像が、「SWEET HEART」のミュージック・ビデオとして、ローソン限定発売のビデオソフト『MOJO Vol.2』の中で発表された。

## 収録曲
両曲作詞・作曲・編曲：原田真二

### SIDE A
SWEET HEART　（3分16秒）

### SIDE B
WEEKEND RAIN　（4分27秒）

## 演奏
原田真二